# Comuna Cerna, Tulcea
Cerna este o comună în județul Tulcea, Dobrogea, România, formată din satele Cerna (reședința), General Praporgescu, Mircea Vodă și Traian.

## Așezare geografică
Comuna Cerna este situată în partea de vest a județului Tulcea și este delimitată de următoarele teritorii comunale:
- la Nord - teritoriul administrativ al comunei Greci
- la Est - teritoriul administrativ al comunei Hamcearca și al comunei Horia
- la Sud - teritoriul administrativ al comunei Dorobanțu
- la Vest - teritoriul administrativ al comunei Peceneaga și al comunei Turcoaia
- Este străbătută de: DJ222B, DC39, DN.22D
- Distanța de municipiul Tulcea este de 55 km.

## Clima
În ceea ce privește clima, temperatura medie anuală are o valoare ridicată de 10 - 11 grade C. Verile sunt calde cu temperaturi medii în luna iulie de 26 - 28 grade C. Timpul favorabil practicării drumețiilor de vară in munții Măcinului se întinde din luna aprilie până în luna noiembrie.
Cantitatea anuală de precipitații care cad în această zonă este de 400 - 600 mm. Deci mai mare decât in restul Dobrogei, iar în Cerna este de 340 mm. Vânturile care bat de la NE sau de la NV sunt predominante. Perioada de calm atmosferic se înregistrează vara și toamna, în rest vânturile sunt frecvente pe crestele munților. Temperatura medie anuală este de 11 °C

## Personalități marcante
- Panait Cerna, scriitor
- Dumitru Cerna, jurist, scriitor și poet
- Geo Raphael, muzician

## Demografie
Componența etnică a comunei Cerna
     Români (89,74%)
     Alte etnii (0,1%)
     Necunoscută (10,16%)
Componența confesională a comunei Cerna
     Ortodocși (89,28%)
     Alte religii (0,36%)
     Necunoscută (10,36%)
Conform recensământului efectuat în 2021, populația comunei Cerna se ridică la 3.051 de locuitori, în scădere față de recensământul anterior din 2011, când fuseseră înregistrați 3.529 de locuitori. Majoritatea locuitorilor sunt români (89,74%), iar pentru 10,16% nu se cunoaște apartenența etnică. Din punct de vedere confesional, majoritatea locuitorilor sunt ortodocși (89,28%), iar pentru 10,36% nu se cunoaște apartenența confesională.

## Politică și administrație
Comuna Cerna este administrată de un primar și un consiliu local compus din 13 consilieri. Primarul, Petre Șopu[*], de la Partidul Social Democrat, este în funcție din 2016. Începând cu alegerile locale din 2024, consiliul local are următoarea componență pe partide politice:
|  | Partid                          | Consilieri | Componența Consiliului | Componența Consiliului | Componența Consiliului | Componența Consiliului | Componența Consiliului | Componența Consiliului |
|  | ------------------------------- | ---------- | ---------------------- | ---------------------- | ---------------------- | ---------------------- | ---------------------- | ---------------------- |
|  | Partidul Social Democrat        | 6          |                        |                        |                        |                        |                        |                        |
|  | Alianța pentru Unirea Românilor | 4          |                        |                        |                        |                        |                        |                        |
|  | Partidul Național Liberal       | 3          |                        |                        |                        |                        |                        |                        |